# 益救神社

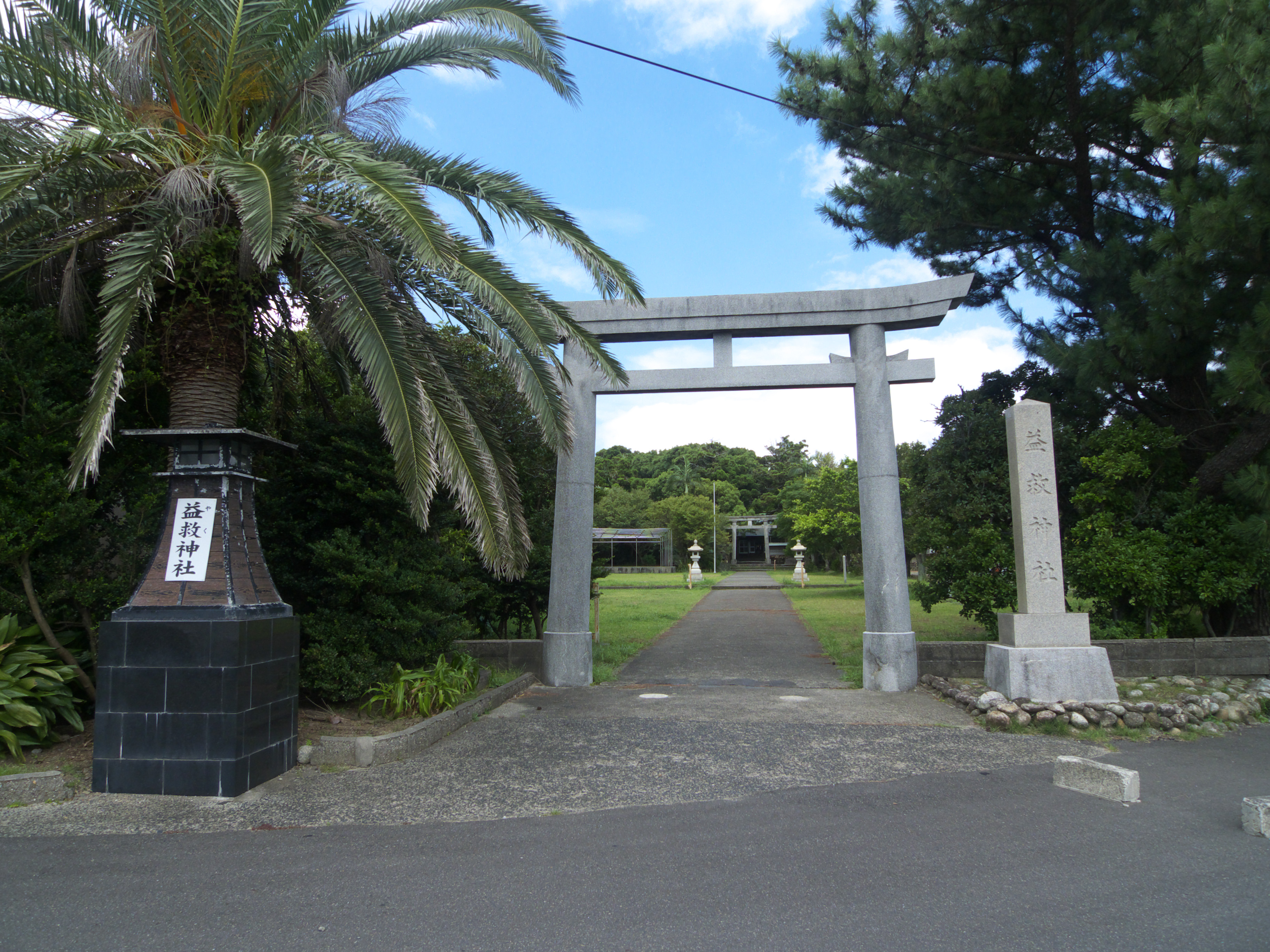
鳥居

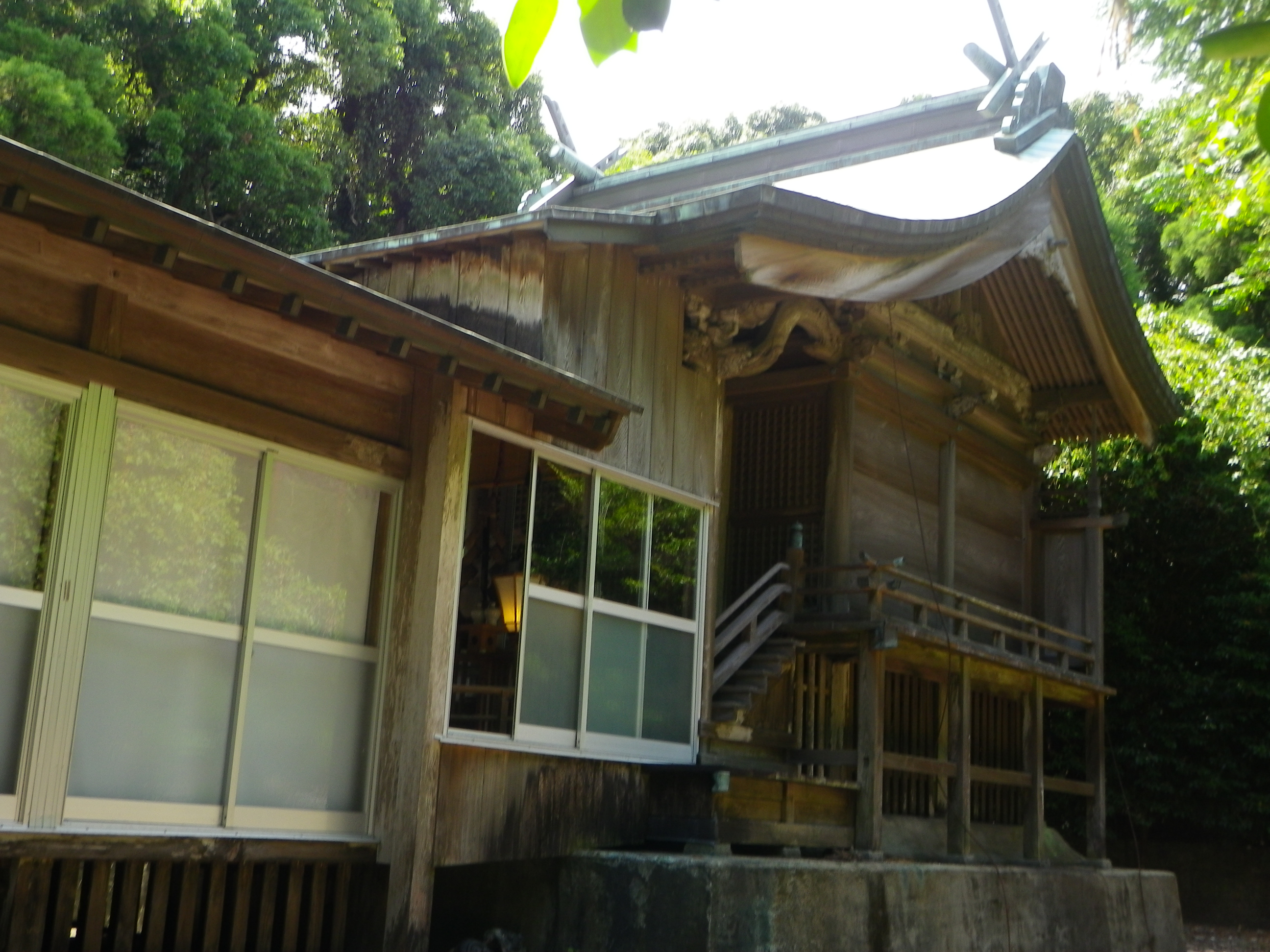
本殿

益救神社（やくじんじゃ）は、鹿児島県熊毛郡屋久島町（屋久島）にある神社。式内社で、旧社格は県社。多禰国の一宮。
『延喜式』神名帳に記載された神社のうち最も南に位置する。現在は「やく」と読むが、かつては「ますくひ」「すくひ」と読んだ。旧称は「須久比ノ宮」「一品宝珠大権現」。

## 祭神

### 正祀
- 天津日高彦火火出見尊 （あまつひこひこほほでみのみこと）
海幸山幸神話に登場する「山幸彦」。

### 配祀
- 大山祇尊
- 木花開耶姫命尊
- 塩土翁尊
- 豊玉彦命尊
- 豊玉姫尊
- 玉依姫尊

元々は屋久島中央部の三岳（宮之浦岳・永田岳・栗生岳）の神を祀ったものと考えられ、かつては島内各地に三岳の遥拝所があった。明治維新までは、旧村18か所に村落名を冠した益救神社があったが、現在は宮之浦の当社を除けば原集落にある原益救神社（屋久島町 原721-2）のみとなっている。また、宮之浦岳の山頂には当社の奥社がある。

## 歴史
創建の由緒は不詳。
『日本書紀』舒明天皇元年（629年）4月1日の条には田部連（たべのむらじ）を掖玖（やく、屋久島）に遣わしたとの記事がある。『日本書紀』天武天皇8年（679年）11月23日の条にある種子島へ使者を遣わした記述と比べ、屋久島への使者が50年も早いことから、屋久島が南海航路の目標として重要だったことを裏付けていると考えられている。さらに、『続日本紀』天平勝宝6年（754年）2月20日の条では、天平7年（735年）に高橋連牛養（たかはしのむらじうしかひ）を南島に遣わし、島名・港・湧水地などを記した牌を建てさせて遣唐使船の漂着に備えさせたと記述されており、当社の別名「スクイ」は、益救（屋久）の救の字の訓を誤ったものとの見方がある一方で、この牌すなわち澪標（みおつくし）の「ツクシ」が訛ったもので、当社の機能的由来をよく表した語だという『式内社調査報告』の説もある。
8世紀から9世紀初頭にかけて屋久島と種子島が多禰国であった時代は、当社がその一宮であったと伝えられる。延長5年（927年）成立の『延喜式』神名帳では大隅国馭謨郡に「益救神社」と記載されたが、これが当社の文献上における初出とされている。これにより小社に列し、また最も南にある式内社となった。
戦国時代、屋久島は種子島氏の所領となったが、種子島氏は法華宗を重視したことから当社は衰微し、所在も不明となった。屋久島の宗教は律宗であったが、文明元年（1469年）ごろには法華宗になった。また、八重岳（永田岳）が振動し、種々の怪異が起こったことから長享2年（1488年）に日増という僧が来島し、御岳（宮之浦岳・永田岳・栗生岳・黒味岳の4山を指す）に登って法礼を納めて鎮めたことがあり、法華宗と御岳信仰に対立があったのだろうと推察されている。
江戸時代に入ると屋久島は薩摩藩領となったが、貞享元年（1684年）に宰領として赴任した薩摩藩士町田孫七忠以は益救神社の荒廃を聞いてそれを嘆き、神社の跡地を探し出して、翌貞享2年（1685年）現在地に社殿を再建した。このとき、古記もすでに失われ、祭神は火火出見尊以外は何であったか不明になっていたので、火出見尊・火須世理尊・恵美須神を主祭神とし、脇殿に現在の配祀神を祀ったとされる。文久3年（1863年）にも薩摩藩直営で社殿を造営し、神料50石を献じた。
明治4年（1871年）に主祭神のうち火須世理尊・恵美須神を他の神社へ分祀し、現在の祭神となった。
第二次世界大戦中の昭和20年（1945年）7月15日、アメリカ軍の爆撃により社殿が焼失した。再建の費用捻出のため境内地の一部と境内の杉約2,000本を買却し、昭和29年（1954年）に現在の社殿を建立している。

## 境内
- 本殿 - 三間社流造。

## 岳参り
屋久島では、春秋の彼岸になると、村落ごとに若者を中心とした一団が御岳に登山し、シャクナゲの枝を土産として里に持って帰る風習がある。
村落ごとに登る山は違うが、いずれにせよ島中心部の標高1,800 mを越える山岳地帯へ行くには2 - 3日を要するため、代表者が山へ登った。留守の者達は前岳（自分の村落から見上げる山）まで登って代表の者たちを出迎えるか、詣所（もいしょ）と呼ばれる揺拝所に出迎え、そこで神霊ののったシャクナゲの枝を貰い、各家の床の間に飾った。しかし昭和も終わり頃になると、自然保護の観点からシャクナゲを持ち帰ることは廃れていった。

## 所在地
- 鹿児島県熊毛郡屋久島町宮之浦字水洗尻277番地